# Dálnoki Veres Demeter
Dálnoki Veres Demeter (18. század) református lelkész
1730. december 15-étől a groningeni egyetemen tanult. Visszatérve hazájába gróf Bánffy György főispánnak lett az udvari papja. 1736-tól Désen, 1738–43-ban Máramarosszigeten szolgált lelkészként.
Műve: Szüntelen az Istennel járó gróf Bánffi Györgynek, e földről az egekbe lett költözésen keserves siralma az egész Áron házának, melyet 1735. szent Mihály havának 26. napján Szebenben lerajzolt. Kolozsvár, 1736.